# Peter I av Bulgarien
Peter I av Bulgarien (bulgariska: Петър I), född möjligen 895, död 29 januari 969, var tsar av Bulgarien från 927 till 969. Han var son till Simeon I och gift med Maria Irena, barnbarn till den bysantinske kejsaren Romanos I Lekapenos. Han efterträddes av deras son Boris II.
Peter I brukar få det mesta av skulden för Bulgariens nedgång, men efter Simeons regeringstid var bondebefolkningen, som utgjorde den största källan till soldater i armén, utfattig. Simeons segrar hade tärt på landets resurser och ledde till mycket höga skatter. Även om han ofta beskrivits som svag, sjuklig och undergiven var den tystlåtne och blygsamme Peter I vid makten längre tid än någon annan medeltida bulgarisk härskare.
Under Peter I samlade de rika och det högre prästerskapet på sig mer rikedom, medan folket i allmänhet blev fattigare. Hans egna bröder smidde ränker mot honom. Efter att han förlorat de serbiska länderna tidigt under sin regeringstid var han oförmögen att hantera Bulgariens yttre fiender. Petjenegerna anföll och plundrade Dobrudzja upprepade gånger, Transsylvanien förlorades och  Donau blev rikets nordgräns. För att behålla freden med Bysantinska riket gifte han sig med Romanos Lekapenos barnbarn och undertecknade ett trettioårigt fredsfördrag under den erkända titeln tsar. Konstantinopel fortsatte dock att försöka bekämpa den bulgariska diplomatins ansträngningar.
Nära slutet av Peters regeringstid blev hans söner Boris och Roman tagna som gisslan i Konstantinopel. Furst Svjatoslav I av Kiev angrep Bulgariens nordostgräns, uppmuntrad av kejsaren Nikeforos Fokas. Peters armé led ett nederlag i Dobrudzja och ryssarna tog åttio fästningar. När Peter I hörde detta drabbades han av sjukdomsanfall och blev sedan munk. Kort efter sin död blev han kanoniserad av bulgariska ortodoxa kyrkan.